# Caño Cristales
Caño Cristales är en flod i Colombia.   Den är belägen i departementet Meta, i den centrala delen av landet. Floden mynnar ut i Guayaberofloden